# Castle MacEwen

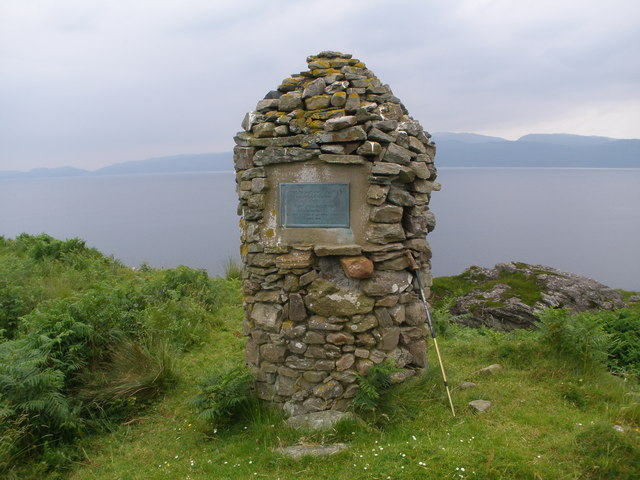
Gedenkstein auf dem Gelände des Castle MacEwen

Castle MacEwen (schottisch-gälisch: Caisteal Mhic Eoghainn) ist die Ruine eines Forts auf der Halbinsel Cowal am Ostufer des Loch Fyne in der schottischen Council Area Argyll and Bute. Die Wehranlage liegt in der Nähe der Siedlung Kilfinan, etwa 5 Kilometer südlich von Otter Ferry. Auf dem Gelände war ein mittelalterliches Dun, das mit einem Promontory Fort überbaut wurde und später mit einem mittelalterlichen Bauwerk. Das Gelände ist mit dem Clan MacEwen verbunden, der Verbindungen in der Gegend des Loch Fyne hat.

## Geschichte
Das Fort gehörte dem Clan Ewen of Otter. Im Jahre 1432 musste der Clanchef Swene MacEwen of Otter seine Baronie an König Jakob I. abgeben, der sie an Celestine Campbell weitergab, für den Fall, dass Swene MacEwen ohne Nachfolger sterben würde. So fielen die Ländereien der MacEwens zusammen mit der Burg 1493 an eine Nebenlinie des Clan Campbell.

## Ausgrabungen
Ausgrabungen unter der Führung der Cowal Archaeological Society enthüllten 1968–1969, dass das früheste Bauwerk an diesem Standort eine Einfriedung mit Palisaden aus dem Mittelalter war. Die Ausgrabungen zeigten auch, dass das Fort über diese originale Struktur gebaut wurde. Später wurde das Fort in eine mittelalterliche Heimstatt umgewandelt. Die Erbauer dieser Heimstatt nutzten die alten Mauern als Basis für ihre Verteidigungsanlagen, indem sie rechteckig geschnittene Steine hinzufügten. Auch entdeckte man Gänge zum Meer hinunter auf der Süd- und der Nordseite der Anlage. Pfostenlöcher brachten Material zutage, das auf das 15. oder 16. Jahrhundert datiert wurde, und man entdeckte auch verglaste Materialien.
1969 entdeckte man auch die Reste eines runden Hauses, das im Bereich eines Durchgangs gegen die Ringmauer gebaut worden war. Das Haus hatte einen gepflasterten Boden und man mutmaßte, dass es sich um ein Lagergebäude handeln könnte. Eine weitere Entdeckung war ein Gebäude, dessen Form der eines Bootes ähnelte. Man fand knapp außerhalb der Ringmauer. In den neu entdeckten Gebäuden fand man allerdings keine weiteren Objekte, was dazu führte, dass man das Alter dieser Gebäude nicht einschätzen konnte. Weitere Funde waren ein Kruzifix aus dem 12. Jahrhundert, ein Groat aus dem 15. Jahrhundert und Tonscherben aus dem 13. und 18. Jahrhundert. Alle Artefakte wurden in die Glasgow Art Gallery and Museum gebracht.